# Тогеански бабирус
Тогеански бабирус (Babyrousa togeanensis) е вид бозайник от семейство Свиневи (Suidae). Видът е застрашен от изчезване.

## Разпространение и местообитание
Разпространен е в Индонезия.